# Apimela canadensis
Apimela canadensis é uma espécie de Staphylinid (besouro rove) descrita pela primeira vez em 2017 a partir de espécimes coletados em Novo Brunswick, Canadá. Seu nome de espécie, canadensis, foi dado em homenagem ao 150º aniversário da Confederação do Canadá.

## Descoberta
A. canadensis foi originalmente encontrado perto do rio Meduxnekeag a oeste de Woodstock, em Novo Brunswick (Canadá) em 2008.
O holótipo e três espécimes parátípicos foram capturados nos meses de maio e junho em uma área de paralelepípedos parcialmente sombreada próxima à saída de um riacho ao longo do rio Jacquet. Os adultos foram encontrados sob paralelepípedos e cascalho na areia. Um parátipo foi encontrado ao longo da margem de um rio sob um paralelepípedo que estava em uma área gramada longe da beira da água.

## Descrição
O A. canadensis adulto é muito pequeno, medindo 2,0–3,0 mm de comprimento total. Eles são de cor marrom-amarelada brilhante, com a cabeça ligeiramente mais escura e coberta por uma pubescência fina.